# Aristotelismo padovano
L'aristotelismo padovano fu una corrente filosofica che tra il XIV e il XVI secolo pose le basi della scienza moderna, elaborando una logica ed epistemologia naturalistica che, in chiave antimetafisica e antiteologica, considera solo dati naturali controllabili e confutabili come fonte di conoscenza.

## Sviluppo storico
L'aristotelismo padovano si sviluppa nella Facoltà delle Arti dell'Università di Padova a partire dal XIV secolo. Esso si affianca all'aristotelismo di Parigi e di Oxford nel suo orientamento logico e naturale. I primi rappresentanti sono Albertino Mussato, Pietro d'Abano e Marsilio da Padova. In particolar modo Pietro d'Abano, autore del Conciliatore, conoscitore della lingua araba ed ebraica, impostò la filosofia verso l'indagine delle scienze naturali quali la medicina, l'astronomia e la matematica. Verso la fine del XIV secolo si distingue a Padova la figura di Biagio Pelacani che riprende le dottrine aristoteliche di stampo fisico svolte in Francia dal Buridano. 
Nel XV secolo la scuola padovana diventa tra le più importanti con autori quali Paolo Veneto e Gaetano da Thiene che lasciarono impronte indelebili per la conoscenza delle opere aristoteliche. La scuola logica padovana continua con Paolo della Pergola attraverso le sue Summulae logicae che divennero il testo ufficiale per l'insegnamento. Nella seconda metà del XV secolo l'aristotelismo di stampo naturalistico viene affiancato da quello metafisico grazie ad Antonio Trombetta, Maurizio Ibernico e Francesco della Rovere (papa Sisto IV). La scuola assume originalità filosofica soprattutto grazie ad autori quali Gabriele Zerbi, Pietro Trapolino, Nicoletto Vernia, Agostino Nifo e Pietro Pomponazzi. 
La questione dell'immortalità dell'anima tenne banco per più di mezzo secolo confrontando le interpretazioni tomistica, averroista e alessandrista delle opere aristoteliche. Il decreto di padre Pietro Barozzi del 1489 risolse, almeno ufficialmente, la disputa in favore della dottrina tomistica dell'immortalità dell'intelletto individuale - e dunque dell'anima umana.
L'aristotelismo padovano conobbe il suo massimo splendore con Jacopo Zabarella autore di “Opera logica” e “De rebus naturalibus XXX libri”, che trattavano principalmente del metodo delle scienze e dalle quali probabilmente lo stesso Galileo Galilei trasse ispirazione, e con Francesco Piccolomini per mezzo della sua Universa philosophia de moribus.
La conoscenza dell'aristotelismo padovano all'estero avvenne per mezzo di Giulio Pace che diffuse in Francia e in Germania le opere dello Zabarella. Sino all'epoca dell'edizione di Bekker si può affermare che la conoscenza aristotelica fosse mediata dall'interpretazione padovana.